# HotSauce
HotSauce (nome in codice Project X) è un programma sviluppato da Apple come semplice dimostrazione delle potenzialità della tecnologia Meta Content Framework. HotSauce genera una rappresentazione tridimensionale di una serie di dati utilizzando le informazioni contenute in un file MCF. Il file MCF può definire delle relazioni, infatti può essere utilizzato per mostrare il contenuto di un hard disk o i link di un sito web. Apple presentò una versione beta di HotSauce. HotSauce era disponibile sia come plug-in per  web browser funzionanti su Mac OS o Microsoft Windows, sia come applicazione autonoma, funzionante indipendentemente dal web browser.
L'applicazione HotSauce era utilizzata per "navigare" nel contenuto del hard disk.
HotSauce non è mai stato distribuito in modo ufficiale mentre MCF venne utilizzato da alcuni siti web sebbene pochi utenti abbiano effettivamente navigato nello spazio tridimensionale. Il progetto HotSauce venne abbandonato nel 1997 appena Steve Jobs fece ritorno all'Apple.